# Koncz Zsuzsa archív
A Koncz Zsuzsa archív című gyűjteményes CD 1988-ban jelent meg.

## Az album dalai
1. Zeng az ének
2. Ha fordul a világ
3. Ősz elején
4. A város közepén
5. A hitetlenség átka
6. Szabadság, szerelem
7. Kertész leszek
8. A város fölött
9. A Kárpáthyék lánya
10. Mama kérlek
11. Különvonatok
12. Valahol egy lány
13. Ha én rózsa volnék
14. Miért hagytuk, hogy így legyen

## Külső hivatkozások
- allmusic adatbázis